# 과잉착취

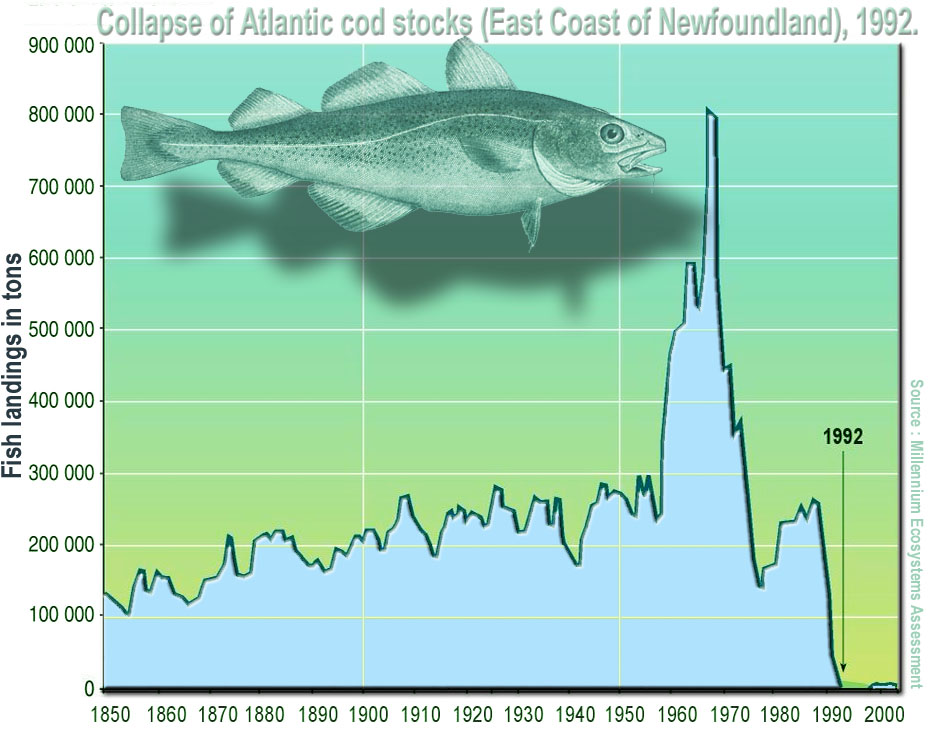
대서양 대구 자원은 1970년대와 1980년대에 심각하게 남획되어 1992년에 갑자기 붕괴되었다.

과잉 수확이라고도 불리는 과잉 착취는 수익이 감소하는 지점까지 재생 가능한 자원을 수확하는 것을 의미한다. 계속해서 과잉 착취가 이루어질 경우 자원이 보존될 수 없어 자원이 소멸될 수 있다. 이 용어는 대수층(지하수층), 방목지와 숲, 야생 약용 식물, 어류 및 기타 야생 동물 과 같은 자연에 존재하는 여러 자원에 적용된다.
생태학에서 과잉 착취는 지구 생물 다양성을 위협하는 다섯 가지 주요 활동 중 하나를 나타낸다. 생태학자들은 자연적인 사망률과 번식 능력을 고려할 때 지속 불가능한 속도로 남획되는 개체군을 설명하기 위해 이 용어를 사용한다. 이로 인해 개체군 수준에서 멸종이 발생할 수 있으며 심지어 종 전체가 멸종될 수도 있다. 보존생물학에서 이 용어는 일반적으로 인구가 견딜 수 있는 것보다 더 많은 수의 생물 자원 또는 유기체를 채취하는 것과 관련된 인간 경제 활동의 맥락에서 사용된다. 이 용어는 어업, 수문학, 천연자원 관리 분야에서도 일부 다르게 사용되거나 정의된다.
과잉 착취는 멸종을 포함한 자원 파괴나 심각한 감소 등의 결과로 이어지기도 한다. 그러나 아래 어업에 관한 장에서 논의되는 것처럼 남획은 지속 가능할 수도 있다. 어업의 맥락에서 남획이라는 용어는 자원 관리의 과잉방목, 산림 관리의 과잉 벌목, 대수층 관리의 과잉이동 및 종 모니터링의 멸종 위기종 과 마찬가지로 과잉 착취 대신 사용될 수 있다. 과잉 착취는 인간에게만 국한된 활동이 아니다. 예를 들어, 유입된 포식자와 초식동물은 자생 식물군 과 동물군을 과잉 착취할 수 있다. 이는 전세계적으로 나타나는 현상이며, 무역과정에서 소요되는 이동으로 나타나기도 한다.

## 역사

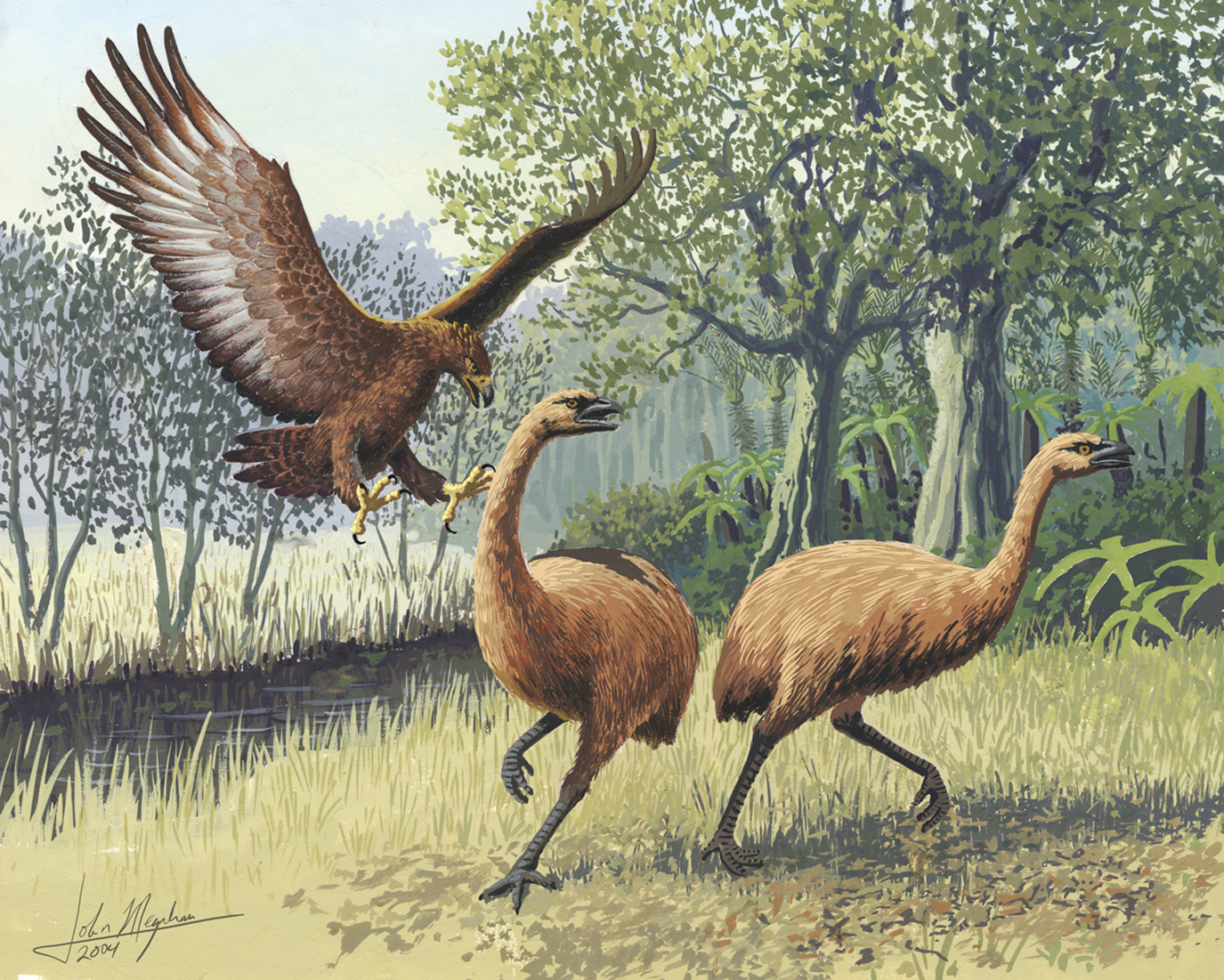
모아 (Moa 라고 불리는 날지 못하는 거대 새가 멸종될 정도로 남획되자, 그들을 잡아먹던 거대 하스트 독수리 도 멸종했다.

과잉 착취에 대한 우려는 상대적으로 최근에 나타났지만, 과잉 착취 자체는 새로운 현상으로 단정 짓기는 어렵다. 그것은 수천년 동안 관찰되어왔다. 예를 들어, 하와이 왕들이 입었던 의식용 망토는 마모 새로 만들어졌다. 하나의 망토는 현재 멸종된 이 종에 속한 70,000마리의 새 깃털을 사용했다. 아프리카의 섬나라 모리셔스에 서식했던 날지 못하는 새인 도도새는 과잉 착취의 결과로 우리들에게 잘 알려진 새다. 많은 섬 종들처럼, 그 종은 특정 포식자에 대해 순진했으며, 이는 인간이 쉽게 접근하여 잡을 수 있게 했다.
사냥은 고대부터 이어진 생존을 위한 중요한 활동이었다. 남획의 형태로 이루어진 과잉 사냥의 전체 역사는 항상 존재해왔다. 과잉 가설 ( 4기 멸종 사건 )은 왜 거대동물 멸종이 상대적으로 짧은 기간 내에 발생했는지 설명한다. 이는 인구이동으로부터 이어진 결과임을 추론할 수 있다. 이 이론을 가장 설득력 있게 뒷받침하는 증거는 북미 대형 포유류 종의 80%가 인간이 서반구 대륙에 도착한 지 1000년 이내에 사라졌다는 사실이다. 거대 동물군의 멸종 기록 중 가장 빠른 기록은 뉴질랜드에서 발생했는데, 인류가 섬에 정착한 지 불과 200년 후인 서기 1500년에 마오리족에 의해 거대 모아새 10종이 사냥되어 멸종되었다. 두 번째 멸종의 시기는 나중에 유럽인들이 정착하면서 발생했다.

최근에는 과잉 착취로 인해 지속 가능한 생산량, 환경 개발, 및 심층 생태학 과 같은 다른 개념을 기반으로 하는 지속 가능성 및 지속 가능한 개발 개념이 점차 등장하기 시작했다.

## 개요
과잉 착취가 반드시 자원의 파괴로 이어지는 것은 아니며 반드시 지속 불가능한 것도 아니다. 그러나 자원의 수나 양이 고갈되면 자원의 품질이 바뀔 수 있다. 예를 들어, 발판야자나무(footstool palm)는 동남아시아에서 발견되는 야생 야자나무다. 잎은 이엉이나 식품 포장용으로 사용되는데, 너무 많이 수확하면 잎 크기가 작아진다.(그 결과 사용이 줄어드는 결과를 낳는다.)

### 공유지의 비극

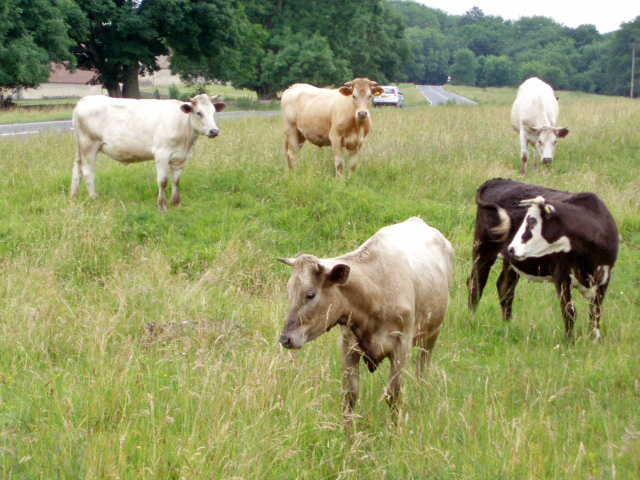
셀슬리 커먼(Selsley Common)의 소들. 공유지의 비극은 과잉 착취가 어떻게 발생할 수 있는지 이해하는 데 유용한 비유로 볼 수 있다.

1968년 사이언스(Science) 저널은 개릿 하딘의 "공유지의 비극(The Tragedy of the Commons)"이라는 제목의 기사를 게재했다. 이는 윌리엄 포스터 로이드(William Forster Lloyd)가 자신의 이익을 위해 순진하게 행동하는 개인이 어떻게 공유하는 자원을 과도하게 착취하고 파괴할 수 있는지 설명하기 위해 1833년에 출판한 비유에 기반을 두고 있다. 로이드는 유럽의 중세 토지 소유권을 기반으로 단순화된 가상 상황을 설명했다. 목동들은 각자가 소를 방목 할 수 있는 공유지를 공유한다. Hardin의 기사에 따르면 공유지의 수용 능력이 초과되어 모든 목동의 공유지가 손상되더라도 목동이 공유지에서 획득한 각각의 새 소를 방목하는 것은 각 목동의 개인적인 이익이다. 자기 이익을 추구하는 목동은 추가 소를 가지는 모든 이익을 얻지만, 모든 목동이 공용지에 대한 피해를 함께 나눠 가지게 된다. 그러나 모든 목동이 추가 소를 사서 공용지에 방목하는 동일한 합리적인 결정을 내리게 되는데, 결국 공용지를 파괴하게 되는 결과가 나타난다. 하딘은 다음과 같이 결론을 내렸다.
이 과정에는 비극이 존재한다. 각 인간은 한정된 세상에서 자신의 무리를 무제한으로 늘리도록 강요하는 시스템에 갇혀 있다. 파멸은 공유지의 자유를 믿는 사회에서 각자 자신의 이익을 추구하면서 모든 사람이 달려가는 목적지이다. 공유지에서의 자유는 모두에게 파멸을 가져오게 될 것이다. :1244
논문 과정에서 하딘은 국립공원, 대기, 바다, 강, 어류 와 같은 현대의 공유지의 많은 예를 끌어다 사용하면서 주제를 전개했다. 예를 들어 어류에게 일어난 일을 가지고 일부 사람들은 이것을 "어부들의 비극"이라고 불렀다. 논문 전체를 관통하는 주요 주제는 지구의 유한한 자원이 일반 공유체이며, 인류 인구의 증가이다.
공유지의 비극은 홉스와 그의 리바이어던 뿐만 아니라 "최대 다수에게 공통적인 것은 최소한의 관심도 부여되지 "고 언급한 아리스토텔레스 까지 거슬러 올라가는 비판에 기원을 가지고 있다. 공유지의 비극과 반대되는 상황은 때로 반공유지의 비극 이라고도 불린다. 이는 합리적인 개인이 개별적으로 행동하고 주어진 자원을 충분히 효율적이고 합리적으로 활용하지 않음으로써 나타나는 집합적으로 낭비를 말한다.
공유지의 비극은 적절한 규제만 도입된다면 피할 수 있다. 하딘의 "공유지" 사용은 종종 오해를 받아왔으며, 나중에 하딘은 자신의 작품 제목을 "규제되지 않은 공유지의 비극"으로 지정했어야 했다고 언급하게 되었다.

## 분야

### 수산업

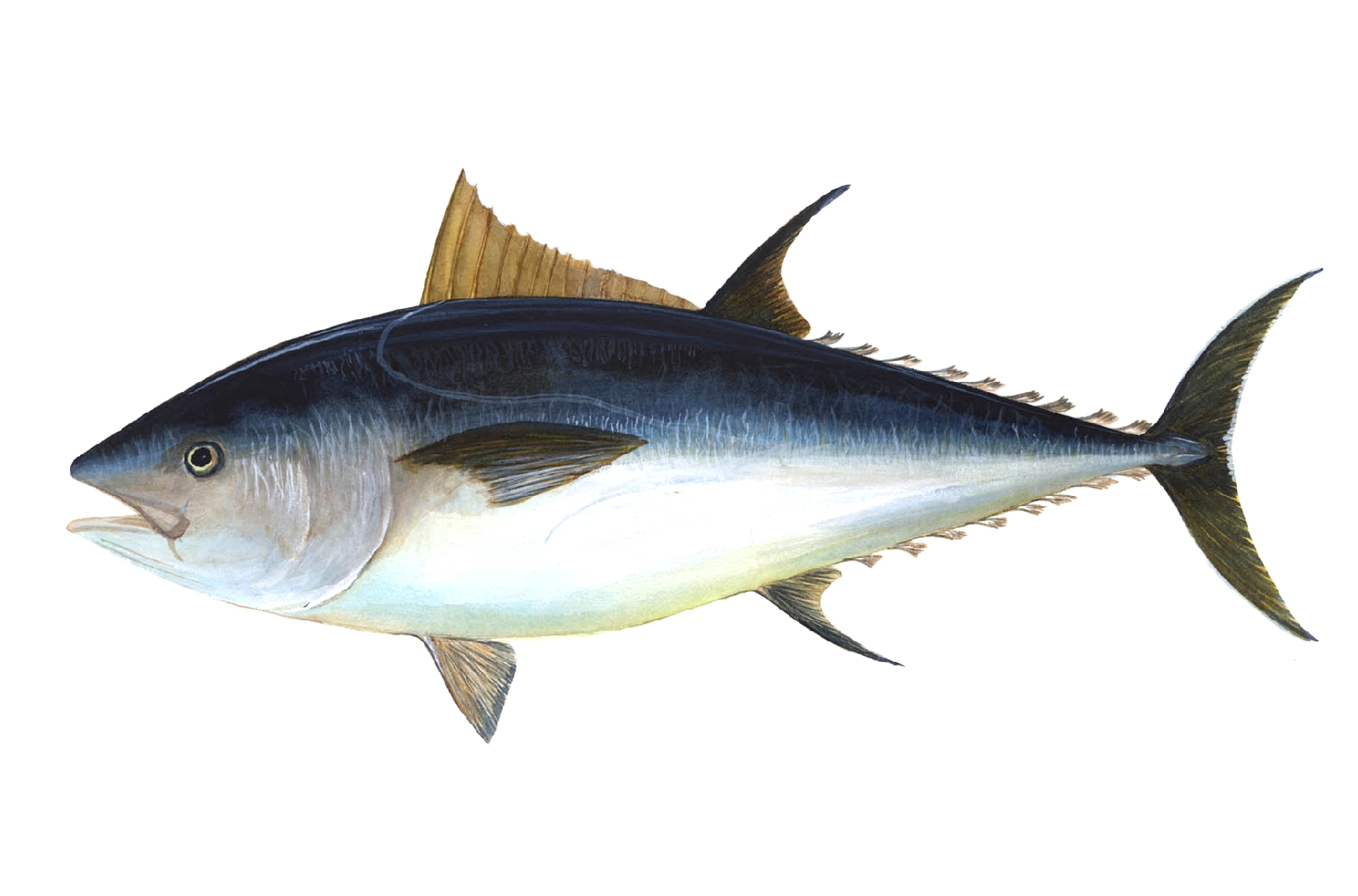
대서양 참다랑어는 현재 남획이 이어지고 있다. 과학자들은 연간 7,500톤이 지속 가능한 한계라고 말하지만, 어업은 계속해서 60,000톤을 수확하고 있다.

야생 어업에서는  어류 자원이 "평균적으로 어업의 장기적으로 지속 가능한 최대 생산량을 지탱할 수 있는 크기 이하"로 어획될 때 과잉 착취 또는 남획이 발생한다. 그러나 과잉 착취는 지속될 수 있다.상업 어업의 발전과 함께 많은 어종이 남획의 위험에 처해 있다. 대규모 어획 기술과 글로벌 시장의 수요 증가로 인해 어류 자원은 빠르게 고갈되고 있다. 예를 들어, 대구, 참치, 연어와 같은 인기 어종은 남획으로 인해 개체 수가 크게 줄었다.
어업이 이전에 이용되지 않은 어류 자원에서 어류 수확을 시작하게 되면 결국 수확은 어류가 줄어들게 된다는 것을 의미하므로 어류 자원의 바이오매스는 결과적으로 감소하게 된다. 지속가능성을 위해, 물고기가 번식을 통해 생물 유기체를 보충하는 속도는 물고기가 수확되는 속도와 균형을 이루어야 하는데, 수확률이 증가하면 자원 바이오매스는 더욱 감소한다. 어느 시점이 되면 유지할 수 있는 최대 수확량에 도달하게 되며, 더 이상 수확량을 높이려는 시도는 어업의 붕괴를 초래하게 된다. 이 시점을 지속 가능한 최대 수확량 이라고 하며 실제로는 일반적으로 어업이 수확을 시작하기 전 보유했던 바이오매스의 약 30%까지 어획되었을 때 발생하게 된다.
예를 들어, 수확 전 바이오매스의 15%까지 자원량을 줄이고 바이오매스가 그 수준에 유지되도록 수확률을 조정하는 것이 가능하다. 이 경우 어업은 지속 가능하지만 현재는 과도하게 이용되고 있다. 왜냐하면 자원이 지속 가능한 생산량이 가능한 것보다 적은 지점까지 떨어진 상황에 놓였기 때문이다. 남획의 영향은 어류 자원 고갈에 그치지 않고 해양 생태계 전반에 걸쳐 나타난다. 특정 어종의 감소는 그 어종을 먹이로 삼는 다른 종들의 생존에도 영향을 미치며, 이는 연쇄적으로 해양 생태계의 균형을 무너뜨릴 수 있다. 또한, 남획은 어업에 의존하는 지역 사회의 경제와 생활에도 부정적인 영향을 미쳐, 생계 수단의 위협을 초래한다.
어류자원은 바이오매스가 과거 최대 바이오매스의 95% 이상 감소하면 "붕괴"된다고 연구되었다. 대서양 대구 자원은 1970년대와 1980년대에 심각하게 남획되어 1992년에 갑자기 붕괴되었다. 이후 문제상황을 인식하고 어업이 중단 되었음에도 대구 자원은 회복되지 않았다. 많은 지역에서 정점 포식자 인 대구가 없어지면서 중간 포식자들이 급증하게 되고, 그 결과 하위 집단은 급격히 감소하는 연쇄 피해 작용이 나타났다.
현재 세계 어장의 약 25%가 현재 바이오매스가 지속 가능한 수확량을 최대화하는 수준보다 적을 정도로 남획되고 있다. 이러한 고갈된 어장은 자원 바이오매스가 최적의 바이오매스로 돌아올 때까지 어업 압력을 줄이면 �점진적으로 회복될 수 있다. 이 시점에서는 지속 가능한 최대 수확량 근처에서 수확을 재개할 수 있다.
어업 관리에 의해 어업 분야의 노력과 그동안의 관행이 적절하게 규제된다면 공유지의 비극은 어업 분야에서 피할 수 있다. 효과적인 접근 방식 중 하나는 개인 양도 가능 할당량 (ITQ)의 형태로 어부들에게 일정한 소유권을 부여하는 것이다. 2008년 ITQ를 사용한 어장과 그렇지 않은 어장에 대한 대규모 연구는 ITQ가 붕괴를 방지하고 감소 중인 어장을 복원하는 데 도움이 된다는 의미있는 증거를 제공했다.

### 수산자원
호수나 대수층 과 같은 수자원은 일반적으로 자연적으로 재충전되는 재생 가능한 자원으로 분류된다( 화석수라는 용어는 때때로 재충전되지 않는 대수층을 설명하는 데 사용된다). 오갈랄라 대수층(Ogallala Aquifer)과 같은 수자원을 재충전율을 초과하는 속도, 즉 실제 지속 생산량을 초과하는 속도로 채굴하거나 추출하는 경우 과잉 착취가 발생한다. 또한 재충전은 일반적으로 지역 하천, 강 및 호수에서 발생하는데, 과도하게 이용된 대수층은 초과하여 사용 되거나 고갈되었다고 설명한다. 일반적으로 숲의 생성과 유지는 대수층 고갈의 주요 원인이지만 숲은 일부 지역에서 대수층 재충전을 향상시키는 경우도 존재한다. 고갈된 대수층은 질산염 과 같은 오염물질로 오염되거나 침하 또는 바다로부터의 염분 침입으로 인해 영구적으로 손상될 수 있다.
이는 세계의 지하수와 호수의 상당 부분을 석유 와 유사한 최대 사용량 논쟁을 통해 유한한 자원으로 전환시키게 된다. 이러한 논쟁은 주로 농업과 교외 지역의 물 사용을 중심으로 하지만, 핵 에너지나 석탄, 타르 샌드 채굴을 통한 전기 생산도 물 자원을 많이 소모하게 된다. 수정된 허버트 곡선은 교체 가능한 것보다 더 빨리 수확할 수 있는 모든 자원에 적용된다. Hubbert의 원래 분석은 재생 가능한 자원에는 적용되지 않았지만 과잉 착취로 인해 Hubbert와 같은 피크가 발생할 수 있다. 이로 인해 최고수(peak water) 라는 개념이 탄생하게 되었다.

### 삼림관리

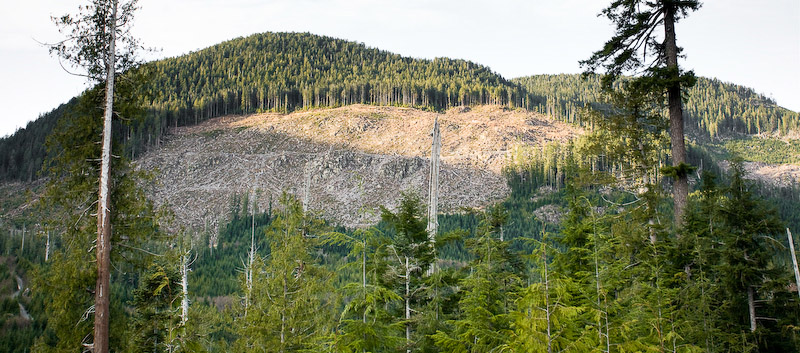
캐나다의 오래된 성장림을 제거하는 과정이 나타난다.

재삼림화보다 빠른 속도로 벌채 되면 산림은 과잉 이용된다. 재조림은 각 나라들의 경제 성장을 위해 식량 생산, 가축 방목, 생활 공간 등 다른 토지 이용과 마찬가지로 경쟁할 수밖에 없다. 역사적으로 목재와 땔감 같은 산림 자원의 이용은 물과 경작지와 마찬가지로 인간 사회에서 중요한 역할을 해왔다. 오늘날 선진국에서는 주택 건축과 가구에 목재를 계속해서 활용하고 종이에는 목재 펄프를 수없이 활용하고 있다. 개발도상국에서는 약 30억 명의 사람들이 난방과 요리를 위해 목재에 의존하고 있다. 일부 지역에선 산림을 농업으로 전환 하거나 목재 제품의 과잉 착취로 인한 단기적인 경제적 이익은 일반적으로 장기 수입과 장기적인 생물학적 생산성의 손실로 이어지게 된다. 서아프리카, 마다가스카르, 동남아시아 및 기타 많은 지역에서는 과도한 착취와 그에 따른 목재 수확량 감소로 인해 수익이 감소했다.

## 생물다양성

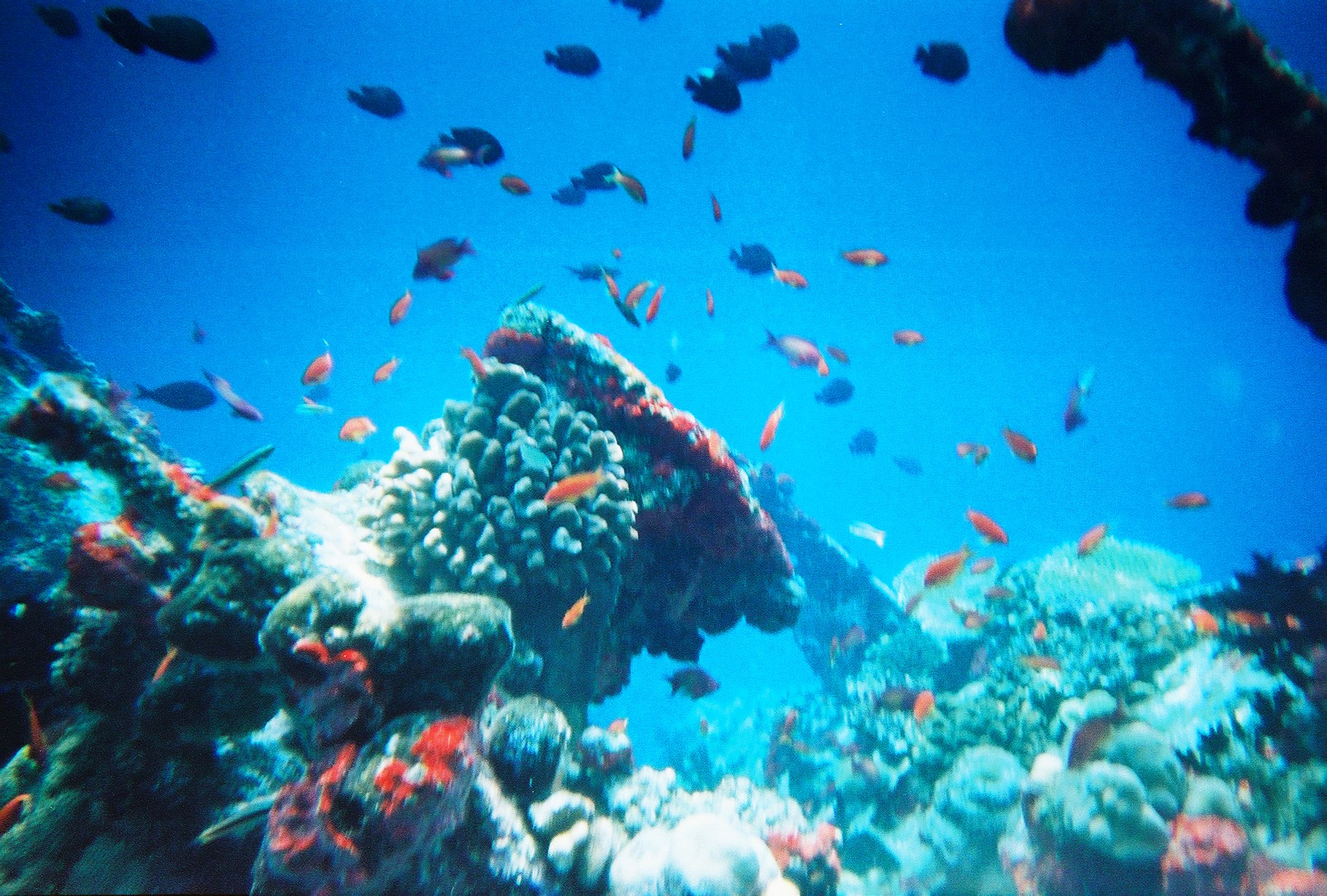
산호초에 서식하는 다양한 해양 생물은 생물탐사자들의 관심을 끌고 있다. 많은 산호초가 남용되고 있다. 위협에는 산호 채광, 청산가리 및 폭발 어업, 일반적인 남획 등 이 포함된다.

과잉 착취는 지구 생물 다양성을 위협하는 주요 요소 중 하나다. 다른 위협으로는 오염, 유입종 및 외래종, 서식지파괴, 서식지 파괴, 통제되지 않은 잡종화, 기후 변화, 해양 산성화 그리고 이들 중 다수의 원인인 인구 과잉이 있다.
생물다양성과 관련된 주요 건강 문제 중 하나는 약물 생성 및 발견과 의약 자원의 가용성이다. 현대 사회에서 사용되는 약물의 상당 부분은 생물학적 자원에서 직접 또는 간접적으로 추출된 천연 제품이다. 이와 관련하여 해양 생태계가 특히 중요하다. 그러나 규제되지 않고 부적절한 생물탐사는 잠재적으로 과잉 개발, 생태계 파괴, 생물다양성 손실 로 이어질 수 있다.

## 멸종 위기에 처한 종과 멸종된 종

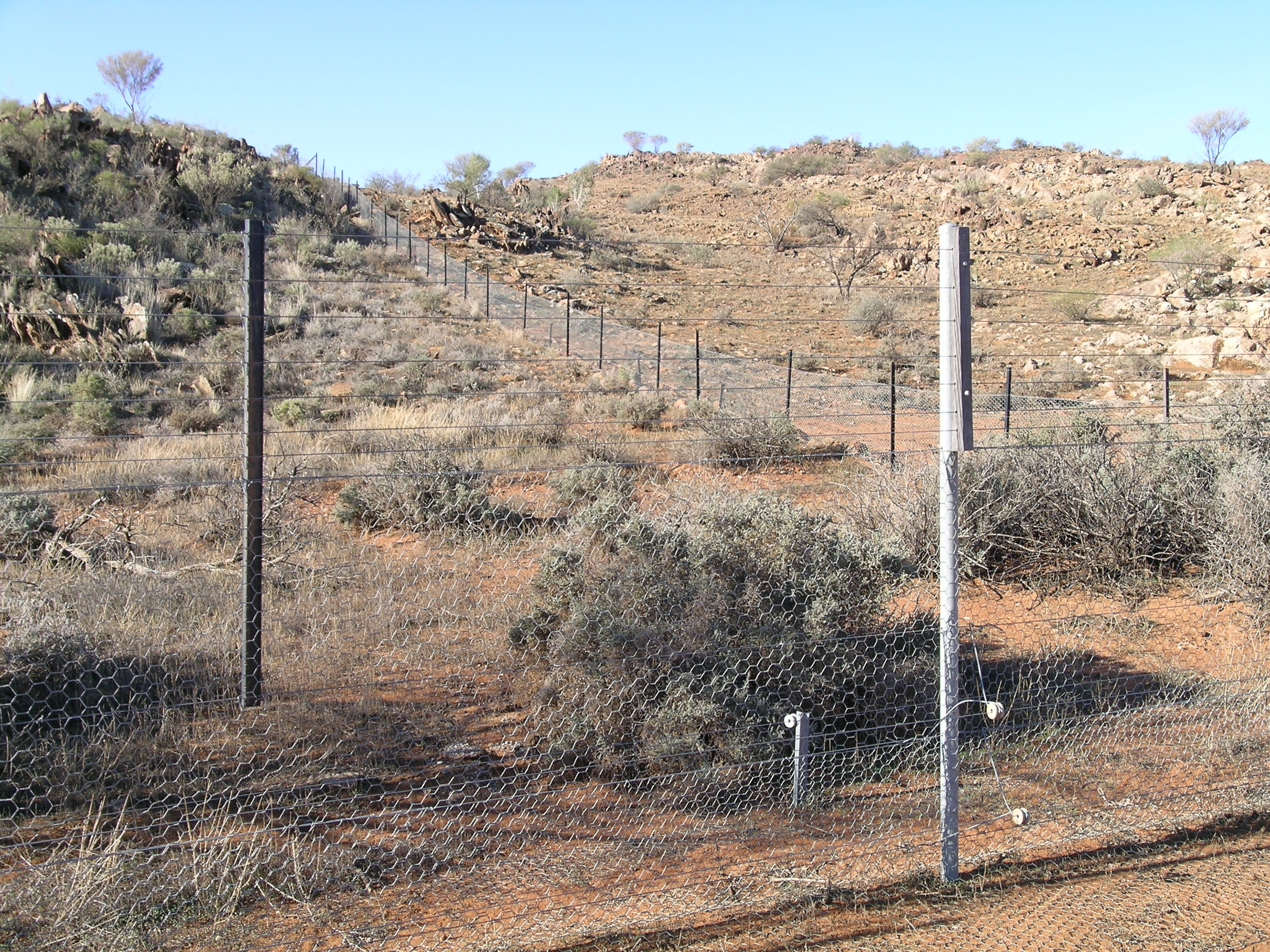
자원을 남용하는 것은 인간만이 아니다. 오른쪽 상단에 표시된 것처럼 과도한 방목은 토종 동물군에 의해 발생할 수 있다. 그러나 과거의 인간 과잉 착취(일부 포식자의 제거로 이어짐)가 상황의 배후에 있을 수 있다.

모든 동식물군의 종은 과잉 착취로 인해 영향을 받는다.
모든 살아있는 유기체는 생존을 위해 서로 다른 자원이 필요하다. 장기간에 걸쳐 이러한 자원을 과도하게 사용하면 짧은 시간 내에 회복할 수 없을 정도로 자연에 존재하는 자원이 고갈될 수 있다. 인간은 항상 생존에 필요한 식량과 기타 자원을 수확해 왔다. 역사적으로 인구수는 상대적으로 적었고 수집 방법은 소량으로 제한되었다. 인구가 기하 급수적으로 증가함에 따라 시장이 확대되고 수요가 증가하며 접근성 및 포획 기술이 향상되면서 지속 가능한 수준을 넘어서는 많은 종의 착취가 발생하고 있다. 실용적인 측면에서, 계속된다면 귀중한 자원을 매우 낮은 수준으로 감소시켜 그 착취가 더 이상 지속 가능하지 않고 생태계에 극적이고 예상치 못한 영향을 미치는 것 외에도 종의 멸종으로 이어질 수 있다. 과잉 착취는 종종 시장이 열리면서 빠르게 발생하는데, 이는 이전에 이용되지 않았던 자원이나 지역적으로 사용되던 종들을 활용하는 경우가 많다. 이러한 과잉 착취는 생태계의 균형을 깨뜨리고, 종의 멸종을 촉진하며, 장기적으로는 자원의 고갈로 이어질 수 있다. 특히, 지역 사회와 전통적인 생활 방식에 의존하는 사람들에게 심각한 영향을 미치기도 한다.

## 서적
- FAO (2005) Overcoming factors of unsustainability and overexploitation in fisheries 어업 보고서 782, 로마.ISBN 978-92-5-105449-9ISBN 978-92-5-105449-9
- We’ve overexploited the planet, now we need to change if we’re to survive . The Guardian 의 Patrick Vallance . 2022년 7월 8일.